# Oberpostdirektion Posen

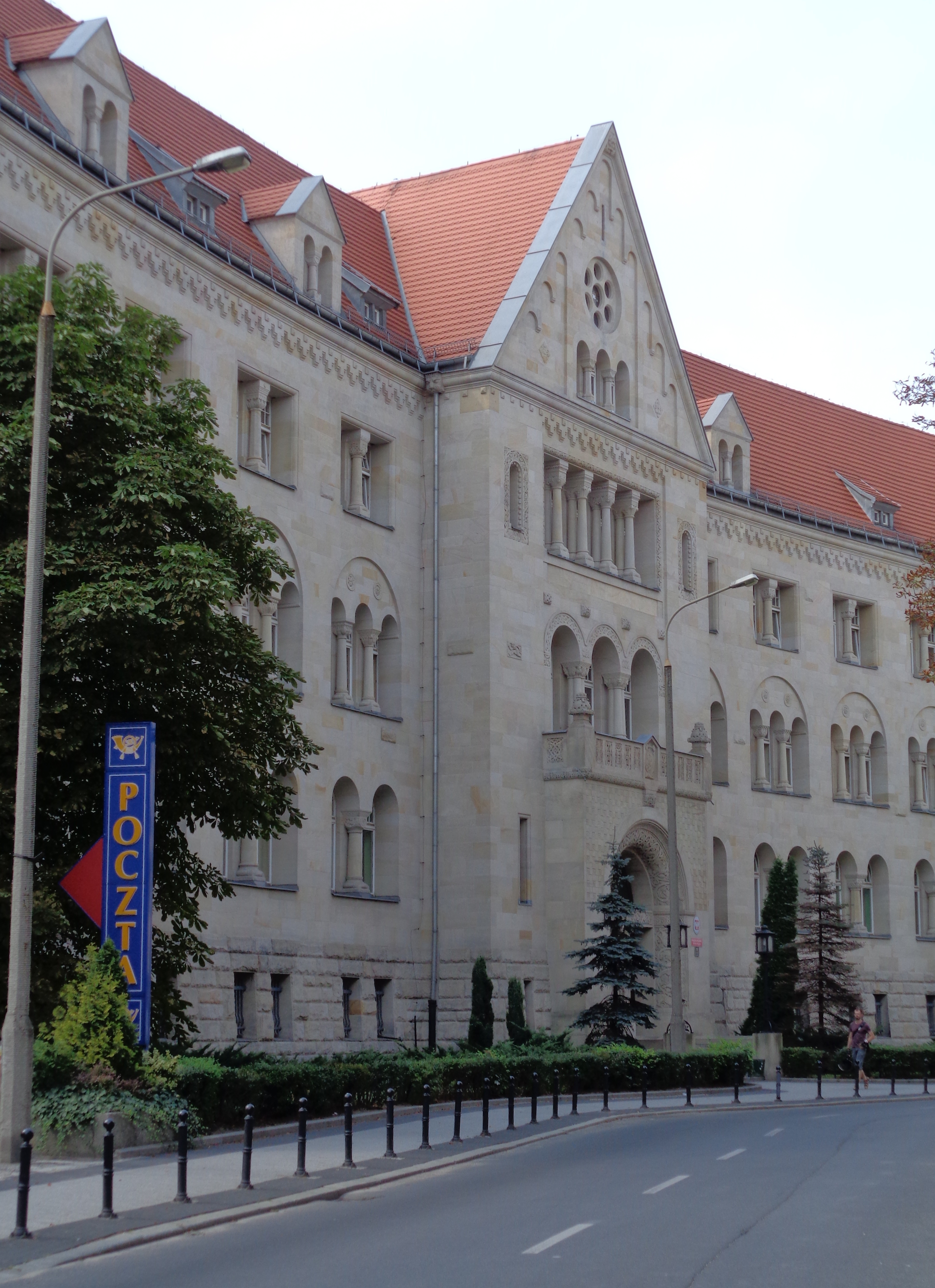
Gebäude der ehemaligen Oberpostdirektion Posen, ul. Kościuszki 77

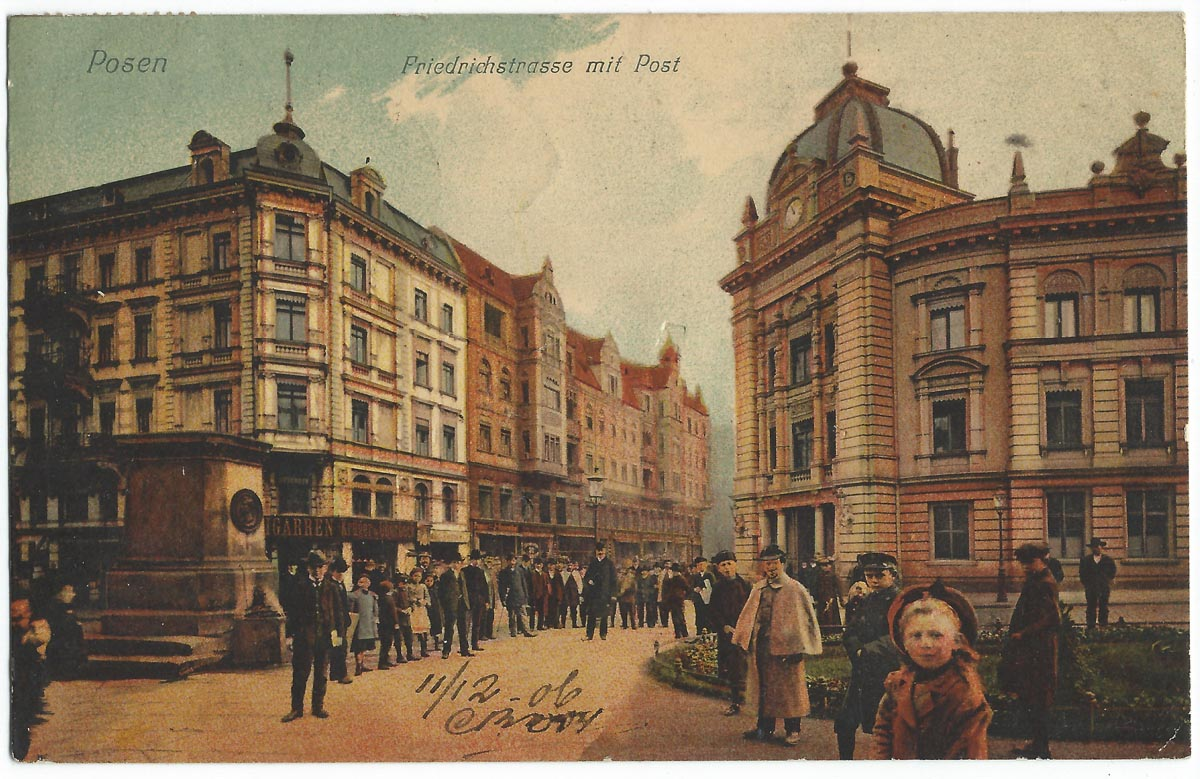
Friedrichstraße in Posen mit dem Vorgängerbau (1906)

Das Gebäude der Oberpostdirektion Posen ist ein historisches, um 1910 errichtetes Bauwerk in der westlichen Innenstadt von Poznań, ul. Kościuszki 77 (zur Bauzeit Niederwall). Die Oberpostdirektion war eine Mittelbehörde der deutschen Postverwaltung und bestand vom 1. Januar 1850 bis 1918 und später nochmals unter deutscher Besatzung von 1939 bis 1945.

## Geschichte
Das erste Posener Postamt befand sich seit 1798 in der Altstadt, an der ehemaligen Friedrichstraße. Dort wurde von 1872 bis 1881 ein Neubau für das Post- und Telegrafenamt im Stil der Neorenaissance mit einer Kuppel nach Entwurf des Architekten Heinrich Koch errichtet.
1869 wurde der Oberpostdirektion Posen auch Postverwaltung für den Regierungsbezirk Bromberg übertragen.
Bekannte Postbaubeamte, die bei der Behörde gewirkt haben:
- Richard Kux (1848–1923), 1884 Postbauinspektor und 1886–1887 stellvertretender Postbaurat
- Arnold Stüler (1840–1914), 1888 Postbaurat, Sohn des Architekten Friedrich August Stüler, verheiratet mit Tochter von Hermann Wiebe (Gründungsrektor der Technischen Hochschule Charlottenburg)
- Paul Rainer Sell (1852–1938), 1902 Baurat
- Max Wildfang (1858–1935), 1906 Postbaurat

Der um 1910 errichtete Neubau der Oberpostdirektion Posen war Bestandteil eines ganzen Neubau-Viertels mit repräsentativen öffentlichen Gebäuden, das zeitgenössisch auch als Kaiserforum bezeichnet wurde. Zu ihm gehörten das Residenzschloss, das Neue Stadttheater sowie die Gebäude der Preußischen Ansiedlungskommission, der Königlichen Akademie und der Musikakademie Posen.
Von 1918 bis 1939 bestand die Mittelbehörde offiziell nicht, da mit der Ratifizierung des Versailler Vertrags Posen dem wiedererrichteten polnischen Staat ohne vorherige Volksabstimmung angegliedert wurde.
Ab dem Jahr 1936 wurden die Innenräume nach Entwurf des Architekten Adam Ballenstedt (1880–1942) umgebaut, wobei die Post- und Fernmeldeabteilungen zeitgemäß modernisiert wurden. Die Arbeiten wurden während des Zweiten Weltkriegs fortgesetzt und gaben dem Gebäude sein heutiges Aussehen.
Unter der deutschen Besetzung wurde die Behörde 1939 unter der Bezeichnung Reichspostdirektion Posen wieder eingerichtet und von Oberpostrat Fritz Richter geleitet.
Nach dem Zweiten Weltkrieg erfolgte ein umfangreicher Wiederaufbau des Gebäudekomplexes, in dem sich Heute die Verwaltung der polnischen Urząd Pocztowy in Poznań befindet. Das ehemalige Hauptpostamt (23 Lutego 26) von 1881 wurde ebenfalls umfangreich restauriert dient als Postamt Poznań 2.